# Oued Zem
Oued Zem (àrab: وادي زم, Wādī Zam; amazic estàndard marroquí: ⵡⴰⴷ ⵣⴰⵎ, Wad Zam) és un municipi de la província de Khouribga, a la regió de Béni Mellal-Khénifra, al Marroc. Segons el cens de 2014 tenia una població total de 10.618 persones.